# Biserica de lemn din Măgura

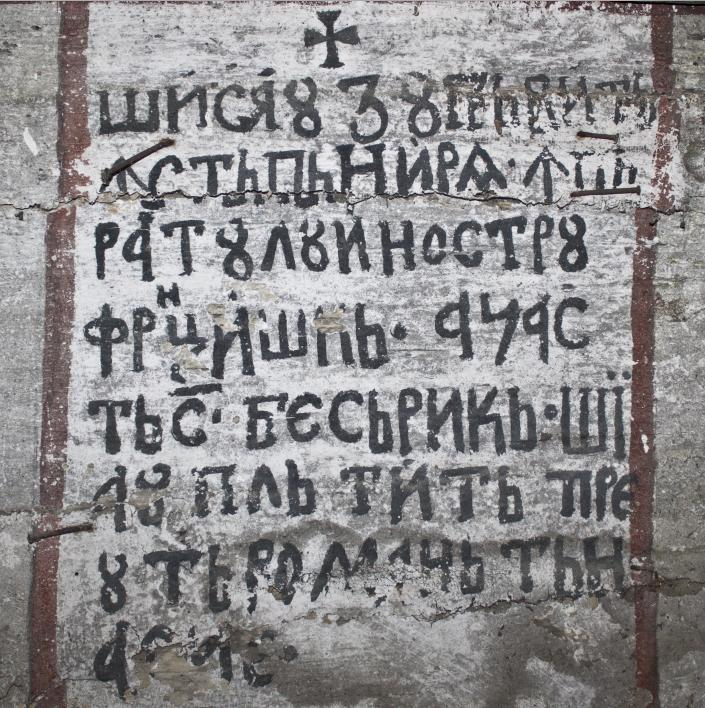
Pisania picturii

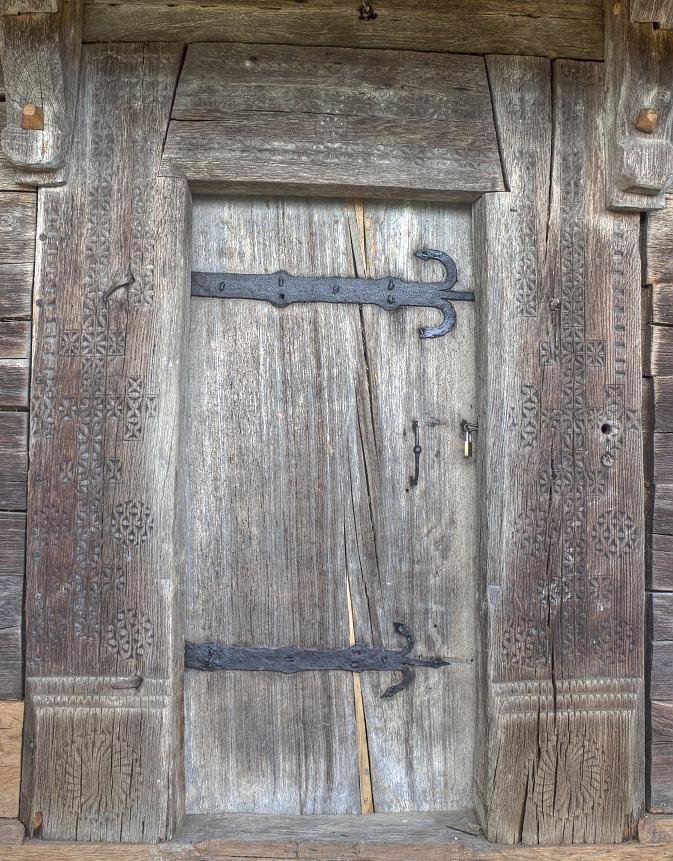
Portalul bisericii de lemn din Măgura, județul Sălaj

Biserica de lemn din Măgura se află în localitatea omonimă din județul Sălaj. Ea este datată din anul 1707 de o inscripție pe peretele de sud, pe care localnicii o leagă de o strămutare a ei dintr-un alt loc din sat. Biserica se află pe noua listă a monumentelor istorice sub codul LMI:  SJ-II-m-B-05079 și are hramul Sfântul Gheorghe.

## Istoric
Satul așezat în extremitatea estică a județului Sălaj și-a luat numele de la apelativul Măgura dat de localnici dealului înalt pe care acesta se află. Tradiția spune că vatra satului s-a mutat de mai multe ori și o dată cu satul și biserica. Documentele oficiale datează biserica ca fiind edificată în anul 1707, pe baza anului înscris cu caractere chirilice ce încă poate fi citit pe peretele de sud a bisericii. Referitor la această inscripție, istoria locală consideră că anul 1707 este doar anul în care biserica a fost adusă în actuala sa locație. De altfel, tradiția locală spune că biserica a fost inițial construită în locul numit Măgurice mai apoi aceasta a fost mutată pe Poduri (Măgura Mică) și abia apoi a fost adusă pe locul actual. Fără a putea confirma sau infirma tradiția, inscripția de pe latura de sud a bisericii este atât de deteriorată încât doar anul menționat poate fi descifrat. Un alt moment important pentru sat și pentru biserică, amintește tradiția, este acela întâmplat în vremea năvălirilor tătare când biserica a oferit protecție adăpostind între pereții săi locuitorii satului care s-au refugiat aici de frica unei cete de tătari ce a atacat satul, în ultima invazie din anul 1717. Urmele acestui eveniment, mai exact urmele loviturilor de secure date de tătari se mai pot vedea în lemnul gros al ușii.
După anii 1760-1762 între care sub conducerea generalui Buccow a fost întreprinsă o conscripție a românilor ardeleni, credincioșii ortodocși din Ileanda, 81 de familii, pierd biserica în favoarea uniților și sunt nevoiți să treacă dealul la Măgura pentru a participa la slujbele religioase.
După mai bine de o sută de ani de la construire, biserica este pictată de zugravul Petre Bode din Vima. Numele pictorului, al plătitorului dar și momentul pictării bisericii îl aflăm din cele două însemnări scrise în altar: prima, aflată pe peretele din dreapta a altarului, în dreptul diaconiconului, spune:"și s-au zugrăvit în stăpânirea împăratului nostru Fr(a)nțișc această s(fântă) besearică și au plătit preut Roman Tănase" iar cea de-a doua, aflată pe dosul ușii de la chivot amintește: "1826 februarie 20 zile. Petre Bode zugrav". Despre locul de proveniență al pictorului nu se păstrează vreo informație scrisă, tot tradiția fiind cea care a reținut acest amănunt, din păcate nu foarte exact, întrucât aceasta nu face referire la care dintre cele două localități cu acest nume este vorba: Vima Mare sau Vima Mică.
În anul 1878 a fost refăcut acoperișul de șindrilă al bisericii. Acest eveniment a fost marcat printr-o inscripție pe o scândură în turnul bisericii: "la 1878 a fost acoperită a doua oară", prima dată bănuindu-se că s-a refăcut acoperișul în anul 1826, anul în care biserica a fost pictată.
În anul 1968 biserica a fost din nou reparată. Cu această ocazie a fost schimbată talpa de pe latura de nord și a fost îndreptat turnul care se înclinase cu aproape un metru. Fundația bisericii a fost prinsă în beton armat și acoperișul a fost reacoperit cu șindrilă. Lucrările au fost făcute de un meșter local, pe numele lui Maxim Ioan, ajutat de fătul bisericii Oniga Grigore a lui Bogdan și de alți credincioși. Aceste lucrări au fost făcute cu fonduri primite de la Arhiepiscopia Vadului, Feleacului și Clujului completate cu sumele obținute de către credincioși din vânzarea materialelor adunate pentru construirea unei noi biserici, de zid. Comunitatea a încercat în perioada 1940-1950 construirea unei noi biserici dar datorită războiului și greutăților care au urmat planul a fost abandonat.
În prezent, localitatea se confruntă cu o scădere puternică a populației. Dacă în perioada 1850-1941, numărul locuitorilor oscilează între 160 și 200 de persoane, după cel de-al doilea război mondial se înregistrează o scădere continuă a populației. În 1956 erau 187 locuitori, în 1966 erau 139 locuitori, în 1977 erau 79 locuitori iar în anul 1992 erau doar 33 de locuitori. Depopularea a continuat și în anii ce au urmat, la recensământul din anul 2002 localitatea fiind înregistrată cu doar 20 de locuitori. După aproape 10 ani, în 2011, în Măgura sunt mai puțin de 10 locuitori. Cu toate acestea, în cursul anului 2011, biserica a fost restaurată. După ce lucrările au fost finalizate, în a opta duminică după Rusalii - 7 august, vechea bisericuță a fost târnosită de către P.S. Petroniu.

### Preotul Roman Teodor

Actul care atestă hirotonirea preotului Roman Teodor

Cel mai vechi preot despre care se știe că a slujit în această biserică și despre care s-au găsit și documente care să certifice acest lucru a fost preotul Roman Teodor. De la acest preot a fost găsit de către preotul Gheorghe Munteanu actul prin care se atestă hirotonirea sa. Documentul este scris cu caractere chirilice, frumos caligrafiat, semnat de episcopul Pavel Avacimovici de la Arad care administra și episcopia Sibiului, vacantă la acea dată. Documentul este datat în 2 ianuarie 1801. Acesta spune:
"...Pavel cu mila lui Dumnezeu pravoslavnicul episcop al Aradului, Ienopolei, Orăzii Mari, Hălmajului și părților acestora"... "După darul și îndurarea preasfântului și de viață făcătorului Duh care s-a dat dumnezeieștilor săi ucenici și Apostoli, iar după dânșii au primit unul de la altul așa până acuma. Aceluiași dar și puteri și noi următori fiind avându-i și a da celor ce s-au învredncit a slujisfintelor altare. Drept aceea în urmare și Tot pre Înalt K. Crăiești orânduieli. Noi întru aceea dată fiind scaunul Eparhialnicului Episcop de Marele principat al Ardealului văduvit, pre candidații spre preoție din numita eparhie a Ardealului ai hirotoni preoți și pre parohie ai așeza. Noi să avem Și pre acesta Kir Teodor Roman. Noi prin C. Consistorium a numitei Eparhii Ardealului preaporuncit și ca nou candidat spre preoție, l-am hirotonit preot și am voit ca acesta pre dânsul a-l arăta ca să cunoască de toți a fi desăvârșit preot și i-am dat blagoslovenia a săvârși sfintele ce se cuvin preotului. Și s-a rânduit lui parohie la biserica hramului Sf. Arhangheli Mihail și Gavril în satul Măgura și Frânceni. Iar el să se țină de predania sfinților apostoli și a purtătărilor de Dumnezeu părinți care la al șaptelea al lumii de la Niceea - Sobor a așezat și nouă celor ce suntem în pravoslavnica Lege ne-au dat înainte, precum a învățat-o așa o și face ca să fie pildă turmei sale a toate faptele bune. Și până când întru acest și întru chemarea sa va rămâne până atunci și cinstei preoțești să fie părtaș. Deci până atunci și până atunci poporenilor lui, pre numitul preot îl preoporuncim ca întru cinste, dragoste și omenie să-l aibă și să-l cunoască a fi adevărat pravoslavnic preot. Datu-sa în rezidența noastră Episcopească în Arad, 2 zile luna lui ianuarie 1801...".
Documentul este adeverit de către Consistoriumul neunit de la Sibiu la data de 14 iulie 1802.

### Cărți bisericești
Patrimoniul acestei bisericuțe s-a îmbogățit în timp prin cumpărarea sau donarea de către credincioși a diferitelor cărți trebuincioase desfășurării slujbelor religioase. Pentru importanța lor istorică și culturală menționăm câteva din exemplarele pe care preotul Gheorghe Munteanu le amintește în monografia sa dedicată satului Măgura:
1. Kiriakodromionul sau Cazania lui Atanasie Anghel tipărită la Alba Iulia în anul 1699 - la a cărei tipărire a ajutat, așa cum se precizează și în prefața acestei cărți și Raț Istvan - odărbiroul Bălgradului, fiul lui Raț Adam care avea în posesie satele Măgura, Poiana Blenchii și Gâlgău.
2. Molitfelnic - tipărit la Iași în anul 1739 în timpul domniei lui Ion Grigore Ghica pe cheltuiala și cu binecuvântarea Mitropolitului Kir Nechifor Peloponesianul de Nefpal. Foaia de titlu a acestei cărți poartă următoarea însemnare: "Această carte este a lui Roman Teodor din Măgura, anul 1800"
3. Liturghier - tipărit la București în anul 1741 în timpul lui Ion Constantin Nicolae Mavrocordat cu cheltuiala lui Kir Anania Mitropolit de Cesarea Palestinei, tipograf fiind Pop Stoica Iacobici.
4. Evanghelia - tipărită la Blaj în anul 1765 sub episcopul Atanasie Rednic. Cartea a fost cumpărată pentru biserica din Măgura cu 12 florinți de Șandor On făt la biserică în Măgura și de unchiul său Nicolae și fiul său Ursu în anul 1774 martie 20. A fost dată pomană pentru sufletele lor și a părinților, cu blestem împotriva celor care ar fura cartea sau ar înstrăina-o. A fost reparată în anul 1846 iulie 20 pentru doi zloți de argint de către Bohățel Onuț.
5. Antologhion - carte tipărită la Căldărești în anul 1766 în timpul lui Scarlat Griore Ghica și a Mitropolitului Grigorie, tipograful ce a realizat tipăritura fiind Iordache Stiocovici.
6. Apostol - tipărit la Blaj în 1767 - donată bisericii de Bohățel Onuț la 1879.
7. Molitfelnic - tipărit la Blaj în anul 1874 - cartea fiind cumpărată pentru biserică de către Simion Ghiran.

## Trăsături

Amplasarea bisericii în cadrul satului

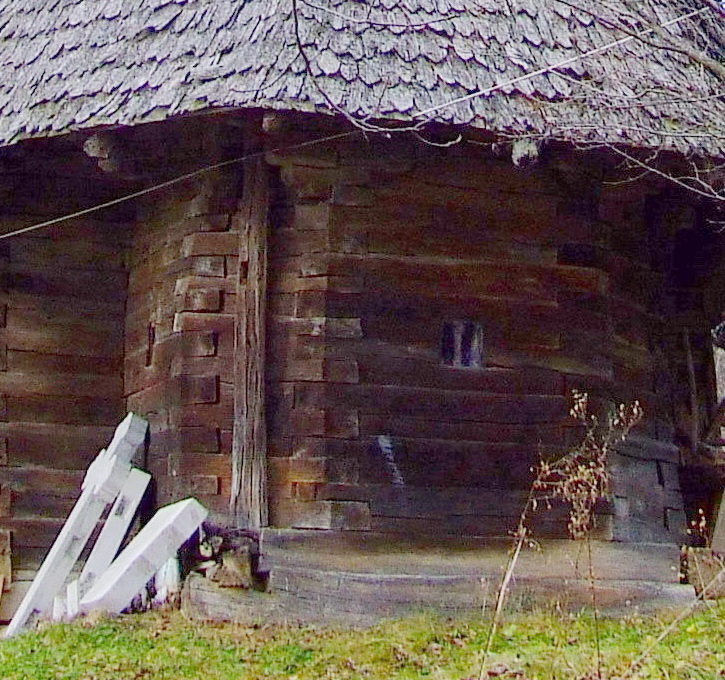
Absida altarului înainte de restaurarea bisericii. Stâlpul de care se spune că erau legați cei găsiți vinovați de diferite delicte. Foto: noiembrie 2006

Biserica este amplasată aproape în centrul satului, spațiul destinat acesteia și cimitirului fiind delimitat de cele două ulițe principale ale satului, una spre nord și cea de-a doua spre sud. Ascunsă printre pomii fructiferi, biserica se face remarcată dintre casele satului prin turnul său acoperit cu șindrilă. De dimensiuni mai de grabă mici, având aproximativ 10 m lungime și 6 m lățime (măsurătorile făcute pentru documentația restaurării din 2011 precizează că lungimea bisericii este de 10,12 m, lățimea este de 4,15 m, înălțimea coamei este de 6,96 m iar a turnului este de 15,50 m), biserica are un plan dreptunghiular, cu absida decroșată cu cinci laturi, remarcându-se la aceasta dimensiunile reduse ale laturilor de colț. Intrarea în biserică se face pe latura de sud. Aceasta este frumos decorată cu rozete formate din romburi și triunghiuri incizate în lemn, așezate în cruci sau în linie. Aceste decoruri, ce se regăsesc și la portalul trecerii din pronaos în naos, prin dispunerea lor în formă de cruce amintesc de portalele bisericilor din Calna, Cremenea sau Sălișca datate cert în secolul al XVII-lea, susținând astfel tradiția aducerii din alt loc a acestei biserici.
Într-un inventar întocmit la 31 decembrie 1932 biserica era considerată a fi în stare slabă, valoarea ei fiind de 5000 lei. Din același document, referitor la obiectele ce ornau biserica, la cărțile și mobilierul acesteia, aflăm că biserica avea: altarul ce era considerat vechi, în valoare de 300 lei, ciboriul în stare bună, valorat la 800 lei, o cruce de altar și un antimis, amândouă bune, valorând 300 lei fiecare, 2 sfeșnice bune, valoarea lor fiind 200 lei, o evanghelie veche a cărei valoare era de 100 lei, un mineu vechi în valoare de 500 lei, două liturghiere, bune, valorând 440 lei, o cădelniță în valoare de 200 lei, un ștergar bun - 50 lei, un policandru cu valoarea 500 lei și patru prapore în stare mijlocie, valorând 800 lei.
Decorația pictată a bisericii, puternic afectată de intemperii, s-a păstrat mai bine în absida altarului. Intrând în biserică, în pronaosul tăvănit se mai pot recunoaște urmele unei "Judecăți de Apoi", pe peretele de sud a pronaosului regăsindu-se imaginea Morții. Tot în pronaos se pot distinge figurile mironosițelor. În naosul acoperit de o boltă semicilindrică se pot distinge fragmente din Patimile lui Isus. În altar, care este acoperit de o boltă semicilindrică terminată spre răsărit cu un timpan, sunt zugraviți Sfinți Părinți iar pe peretele de nord este prezentată scena răstignirii. Trecerea din naos în absida altarului se face pe două uși, una destinată preotului iar cea de-a doua pentru diacon. Edificiul este protejat de un acoperiș de șindrilă unitar, cu pante repezi și cu streașină prelungită. În partea vestică a acoperișului este amplasat, deasupra pronaosului turnul bisericii, nu prea înalt, terminat cu foișor și fleșă. Ușa bisericii, este făcută dintr-o scândură groasă prinsă cu balamale de fier. Naosul bisericii este luminat de o fereastră pe latura de sud, absida altarului având la rândul său două mici ferestre: una pe latura de sud și alta pe latura de est.
În turnul bisericii se aflau, în jurul anului 1980, trei clopote: cel mai vechi are aproximativ 15 kg și nu are nicio inscripție, al doilea cântărește aproximativ 10 kg și a fost donat în anul 1921 de către Oniga Simion, cel de-al treilea, mai mare, de aproximatix 25 kg a fost donat de Cristea Teodor în anul 1923.
Lucrările de restaure au adus câteva schimbări: au fost înlocuite tălpile, a fost refăcut acoperișul, a fost înălțată biserica în urma realizării postamentului de piatră iar geometria fleșei turnului a fost ușor modificată. Dincolo de acestea a fost înlăturat și un anumit stâlp de lemn ce nu avea vreo funcție în rezistența edificiului. Acesta se afla poziționat vertical pe peretele absidei altarului spre exterior și, potrivit tradiției avea o funcție socială. Se spune că de acest stâlp erau legați pentru a fi supuși rușinii publice cei găsiți vinovați de diferite delicte. Obiceiul, fără a mai fi fost pomenit în alte localități din Sălaj, poate fi pus în legătură cu un obicei asemănător - cel mai bun exemplu în acest sens fiind Perindelele bihorene, întâlnite la biserica de lemn din Totoreni. Menționarea acestui obicei nu face altceva decât să scoată în evidență o funcție a bisericilor de lemn mai puțin dezbătută de literatura de specialitate, și anume biserica - loc de judecată.

## Imagini cu biserica înante de restaurare

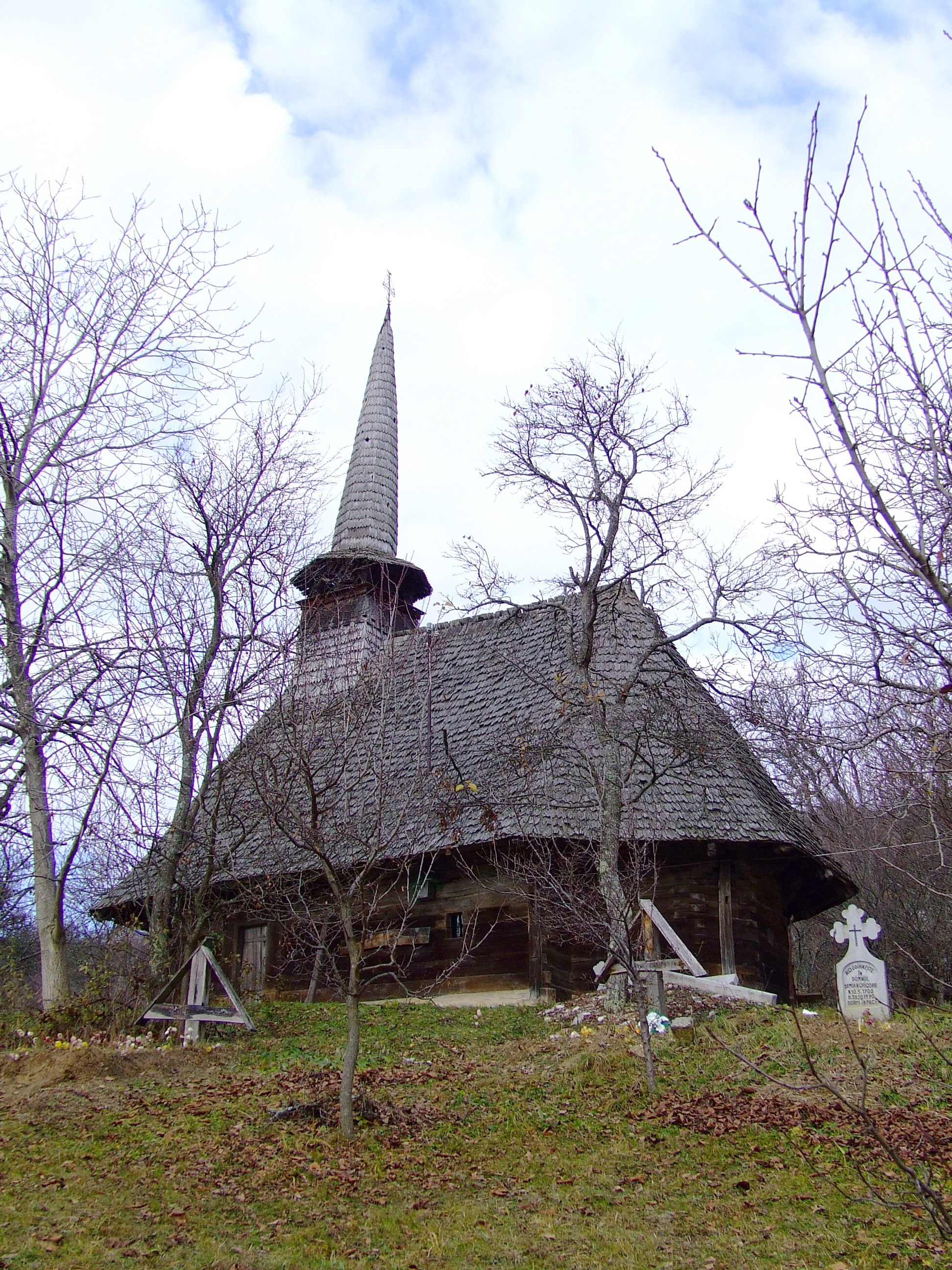
Biserica de lemn, înainte de lucrările de restaurare
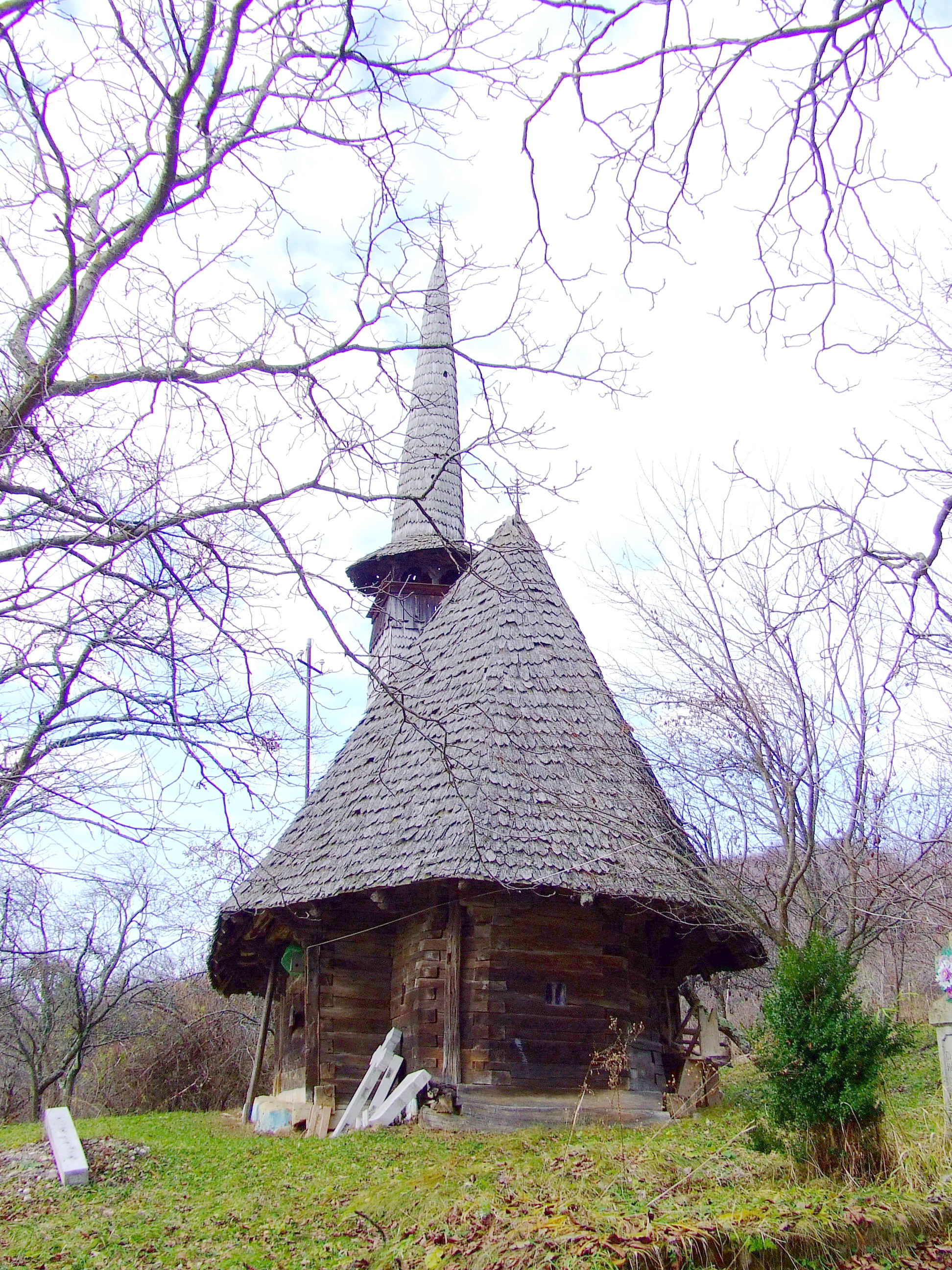
Biserica de lemn vedere din est
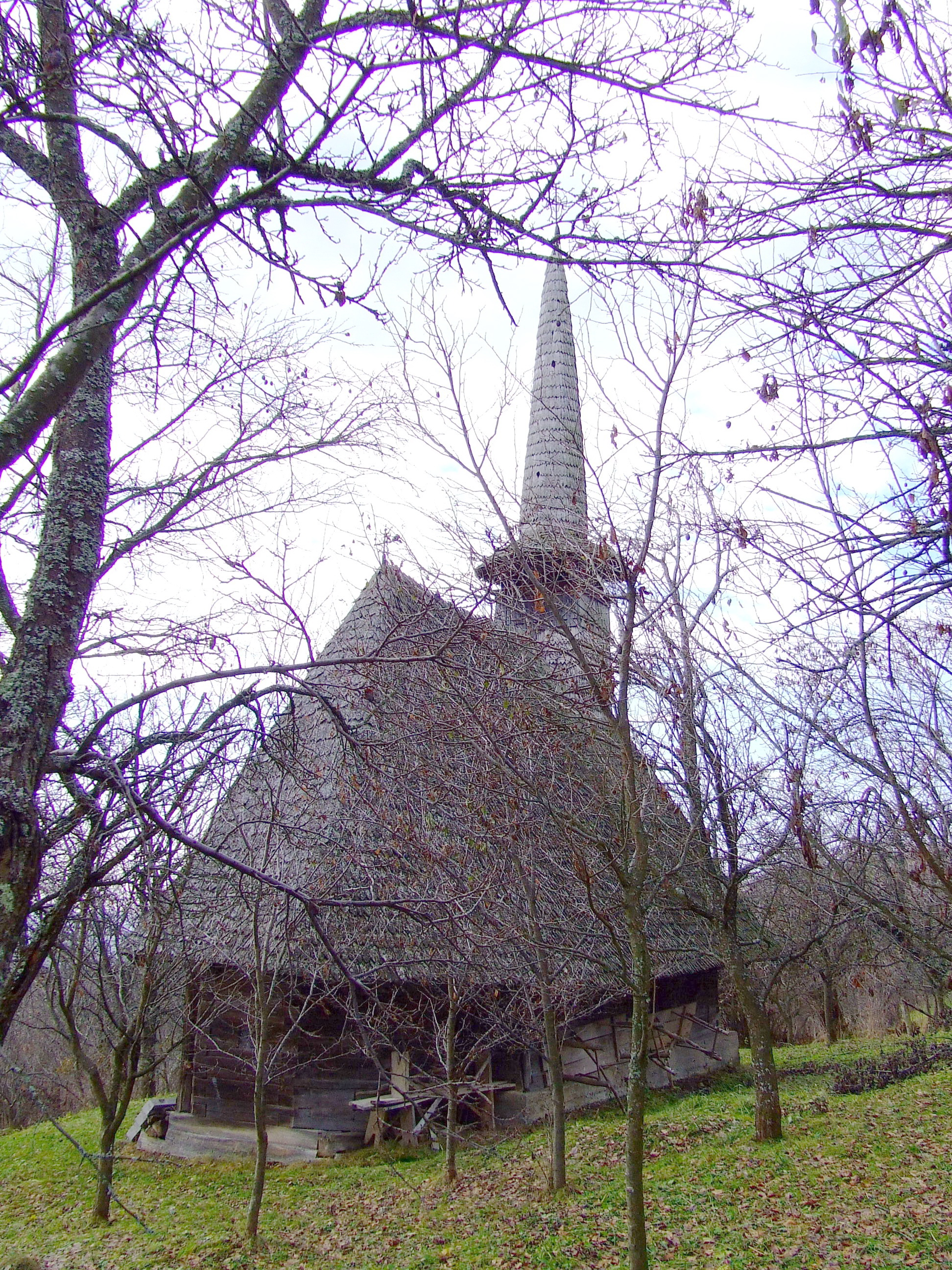
Biserica de lemn vedere din nord-est
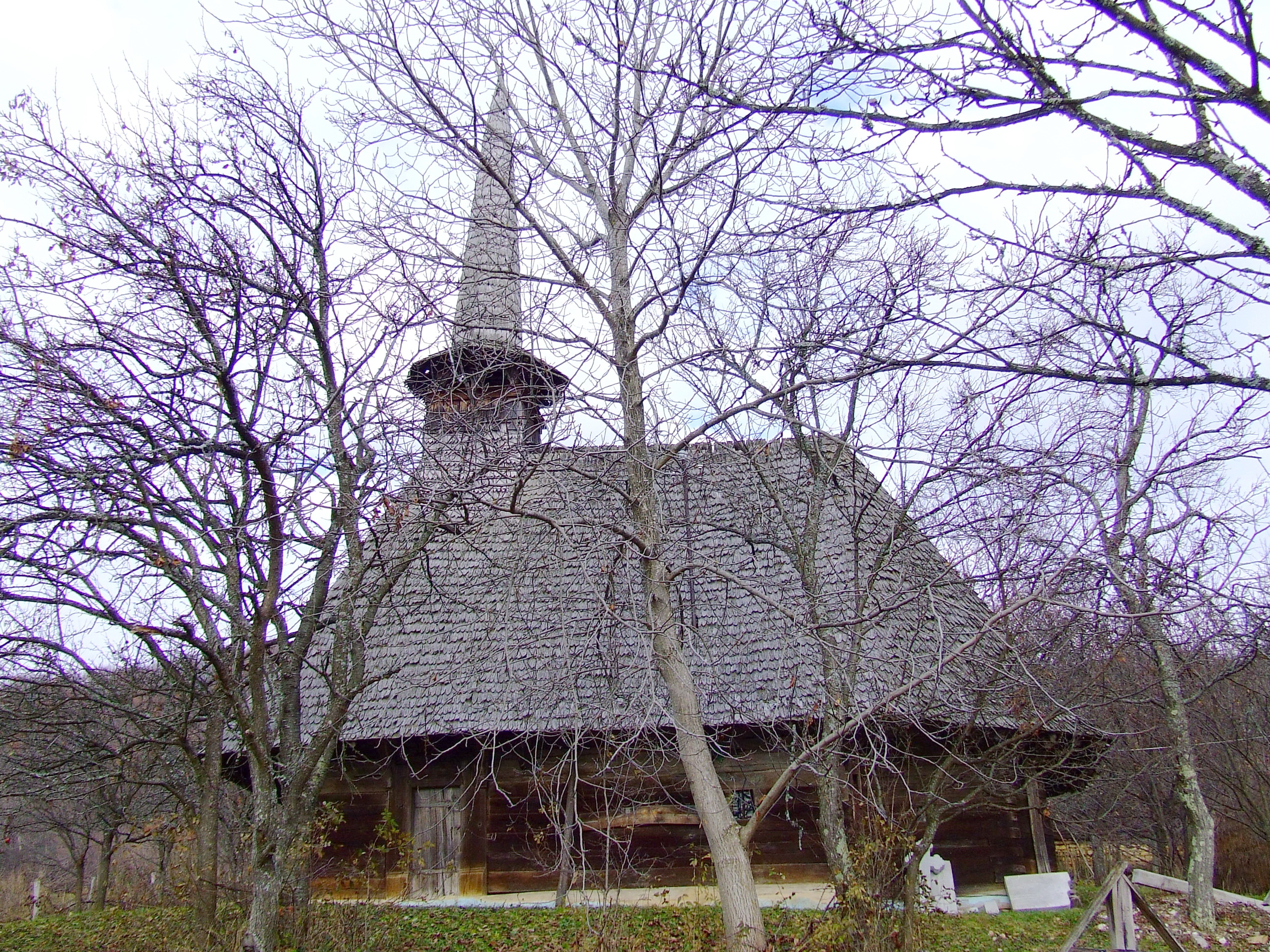
Biserica de lemn vedere din sud
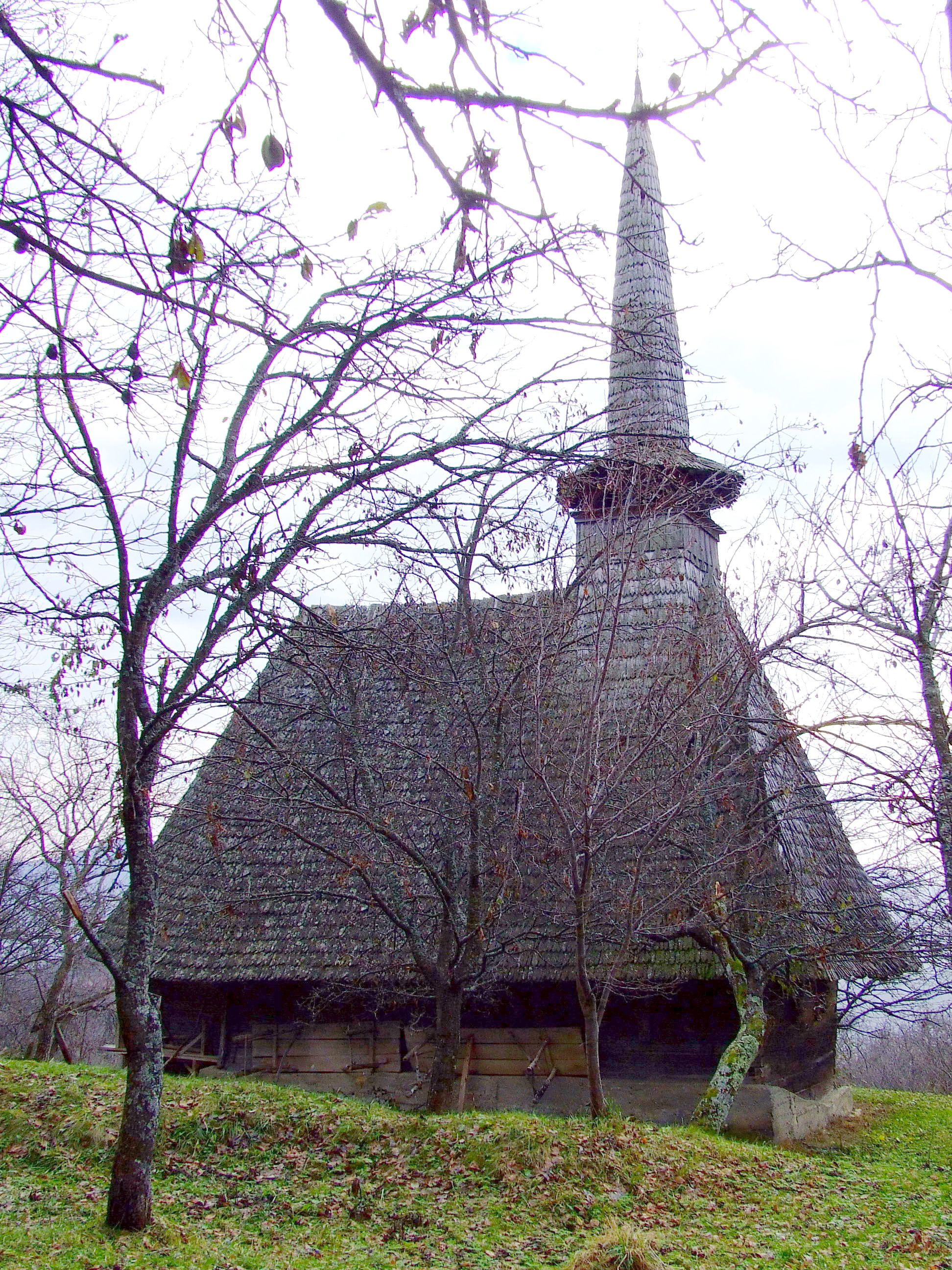
Biserica de lemn vedere din nord
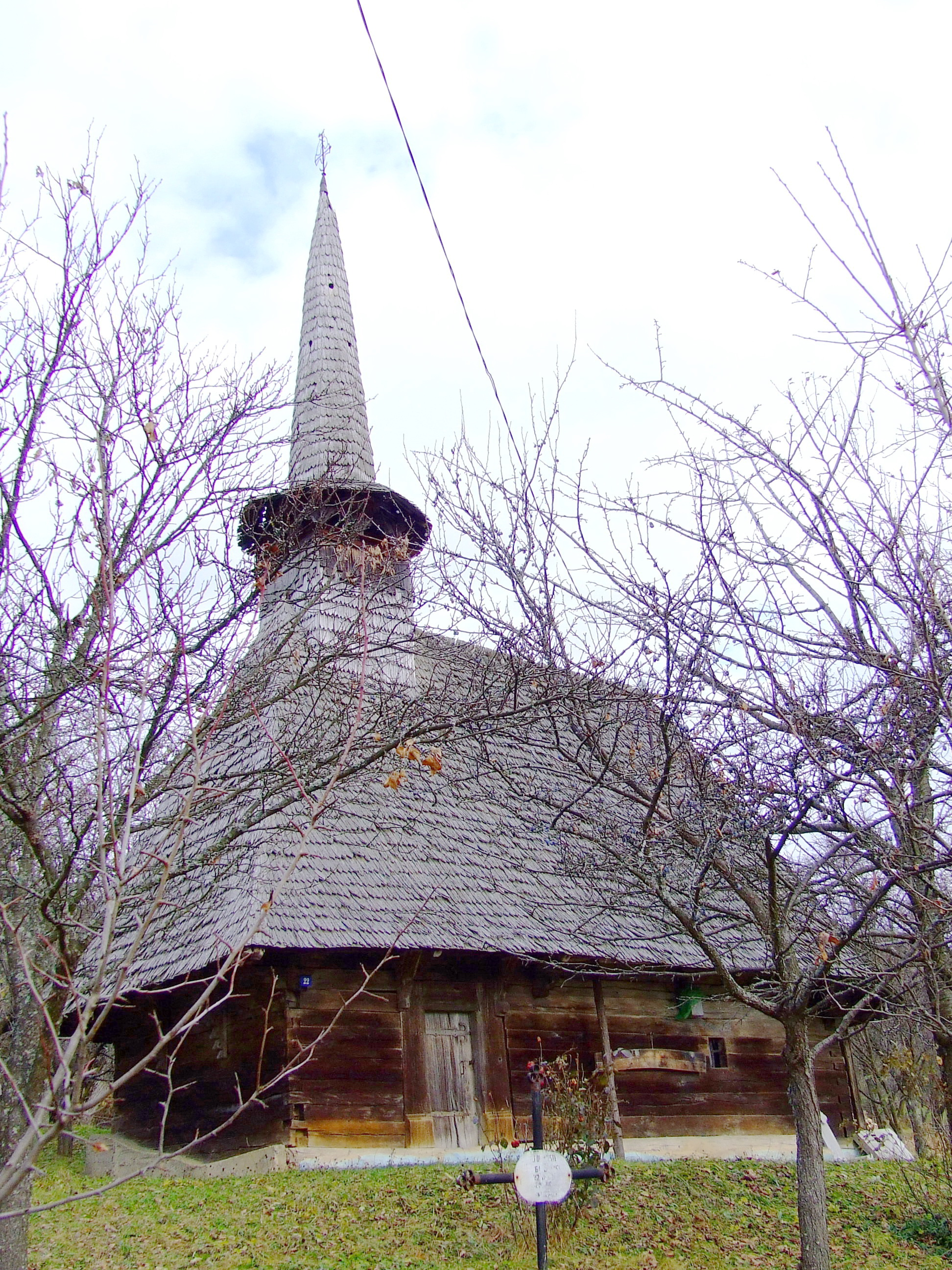
Biserica de lemn vedere din sud vest

## Imagini din interior

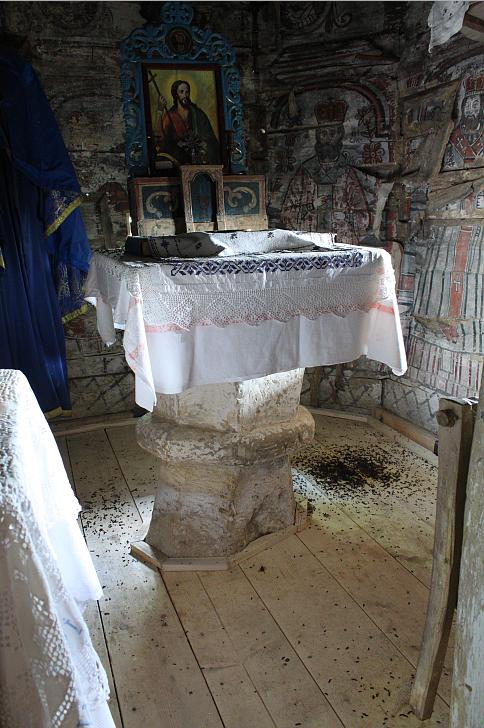
Masa altarului
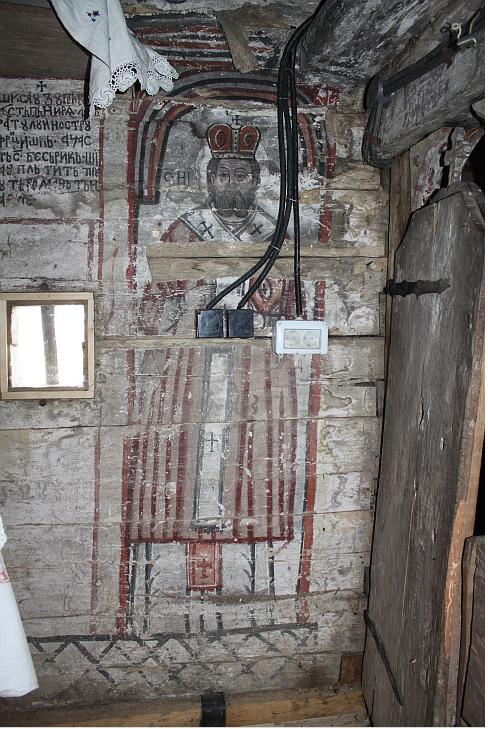
Sfânt părinte pictat în altar
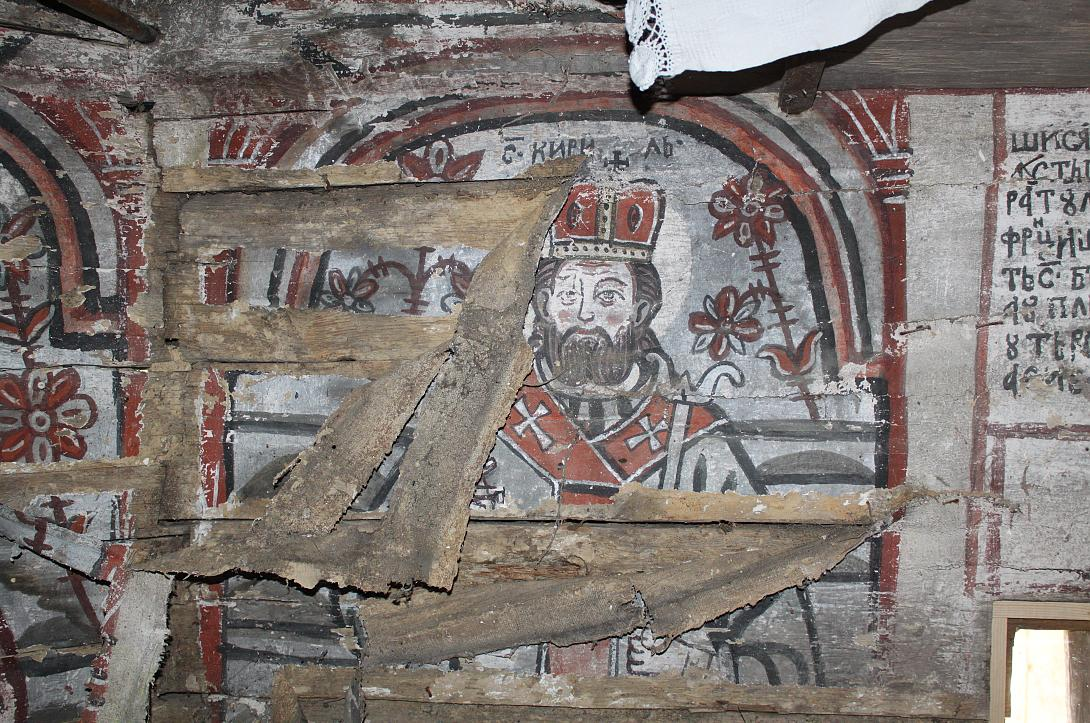
Sfânt părinte pictat în altar
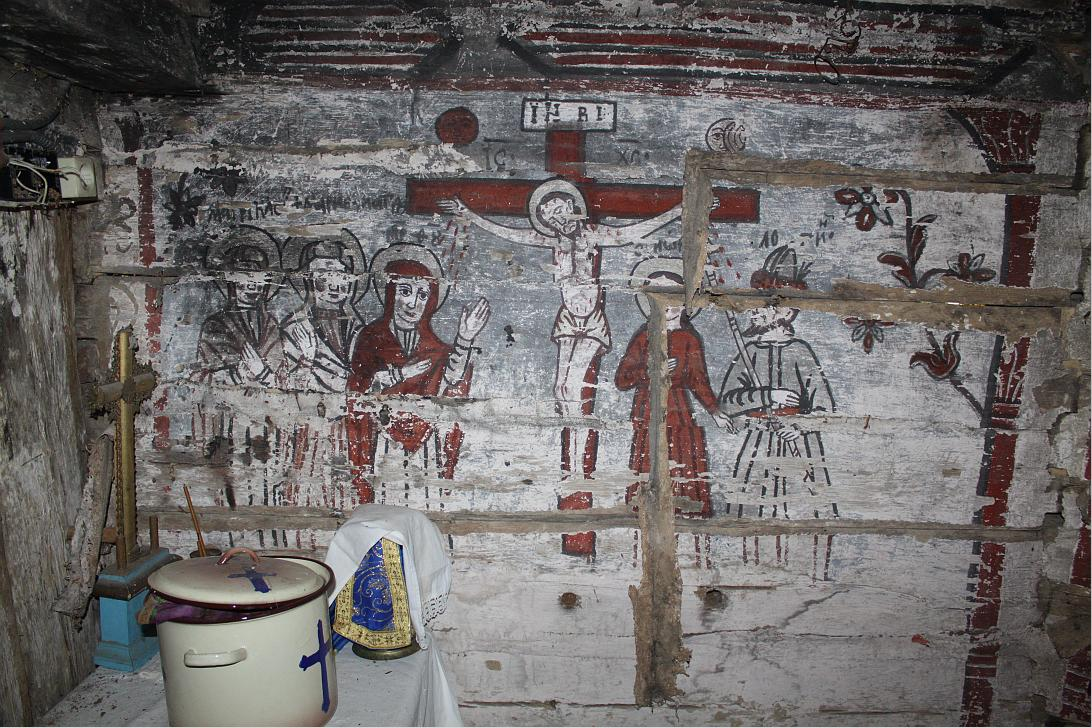
Scena răstignirii, pictată în altar
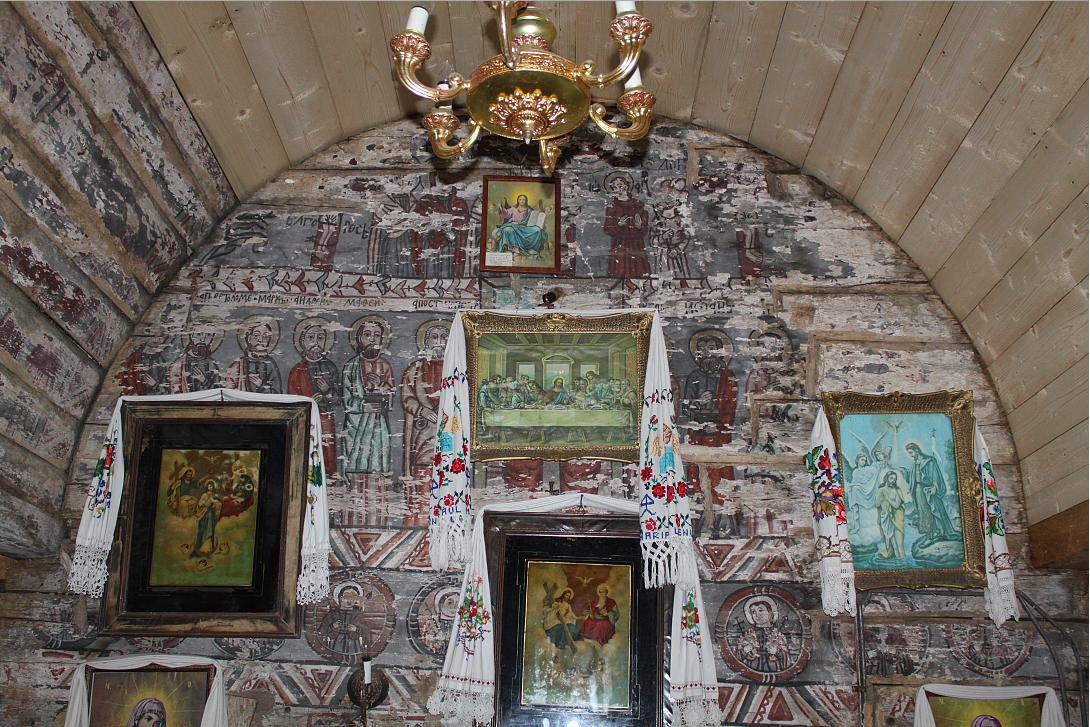
Iconostasul
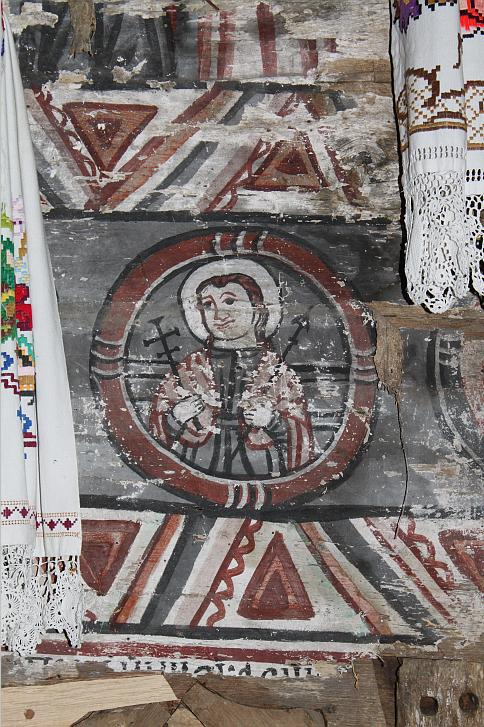
Detaliu iconostas
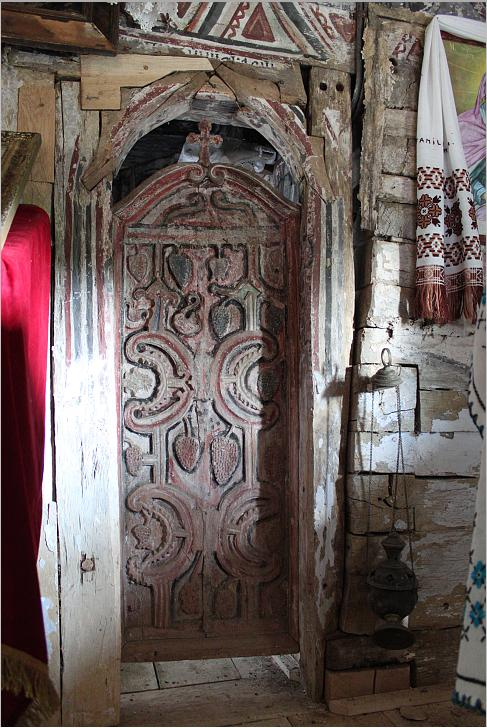
Ușa altarului
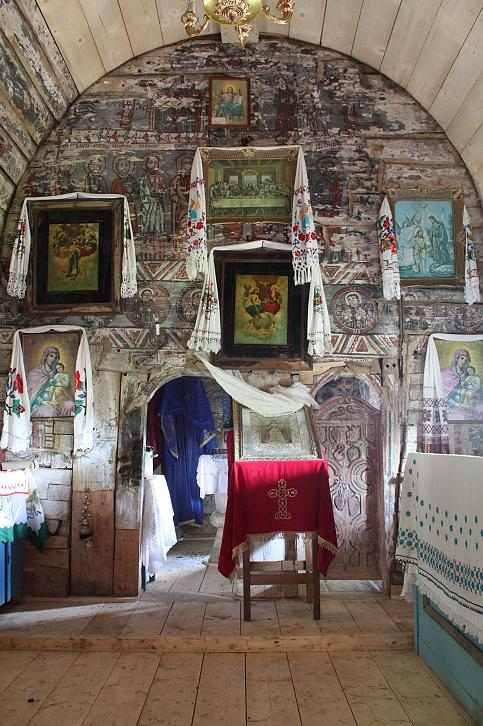
Vedere din naos spre absida altarului
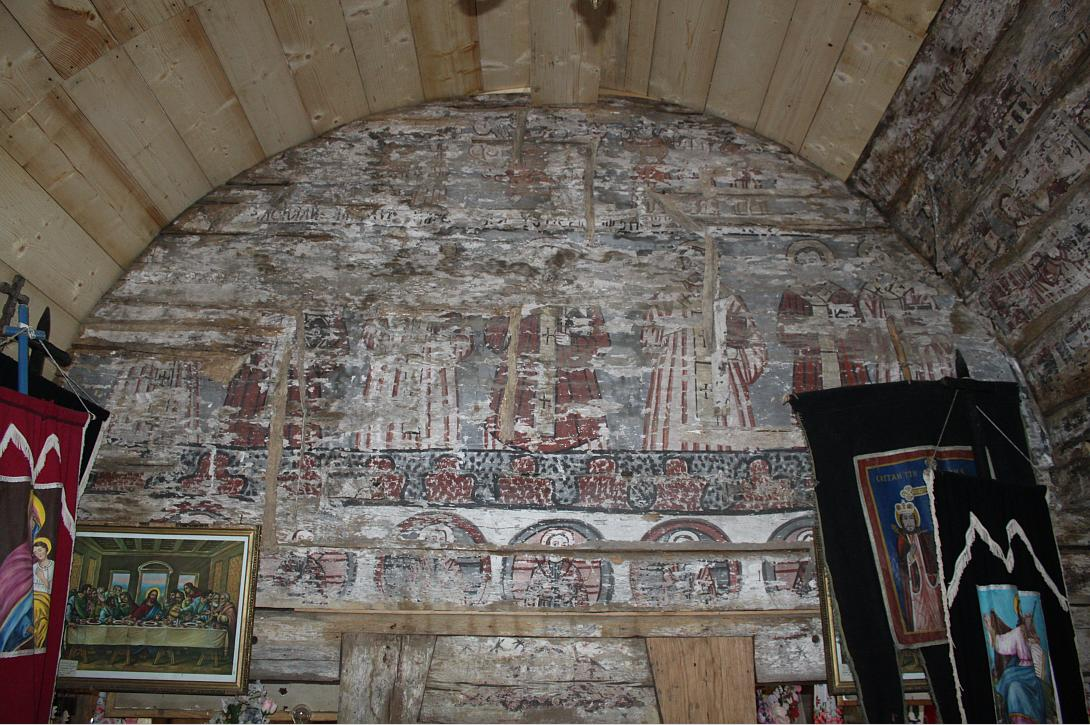
Timpanul ce încheie bolta naosului spre pronaos
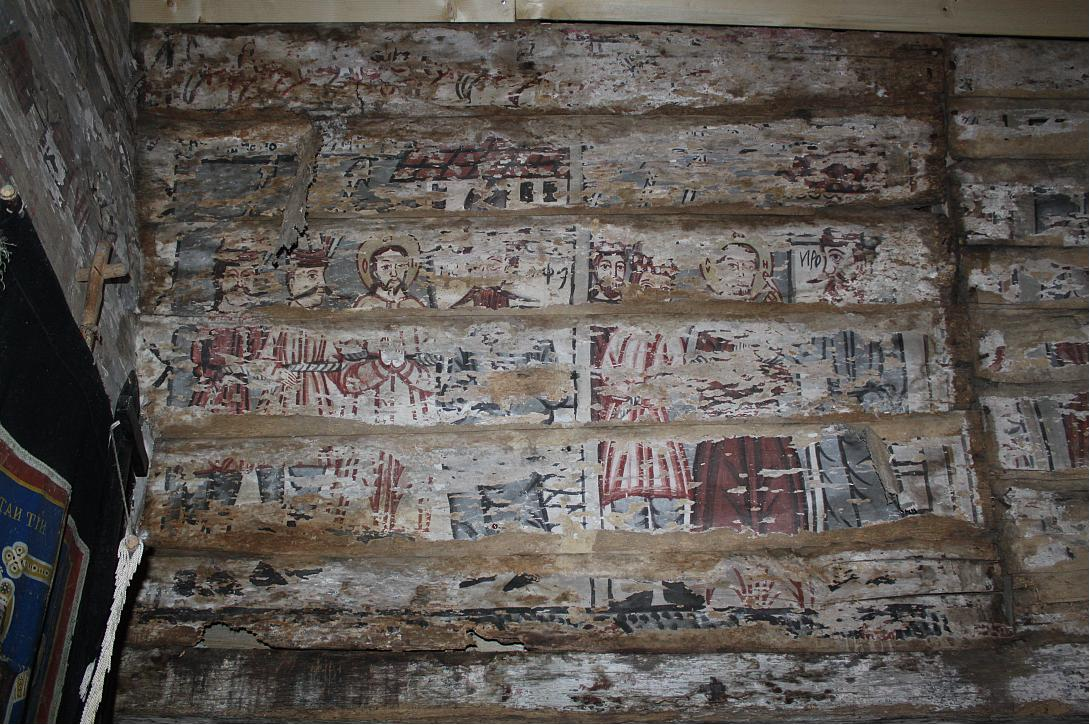
Scene din Patimile Mântuitorului pictată pe bolta naosului
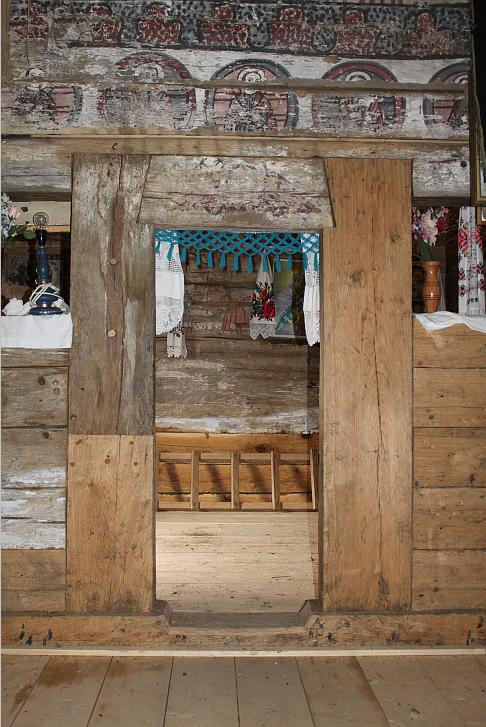
Trecerea din naos în pronaos
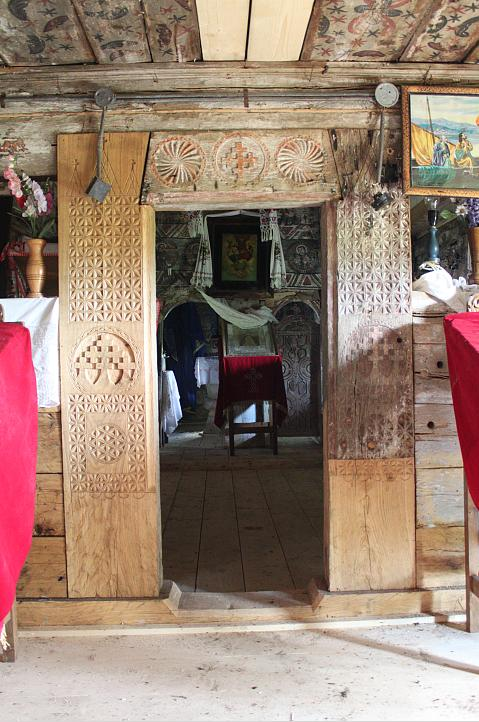
Portalul interior
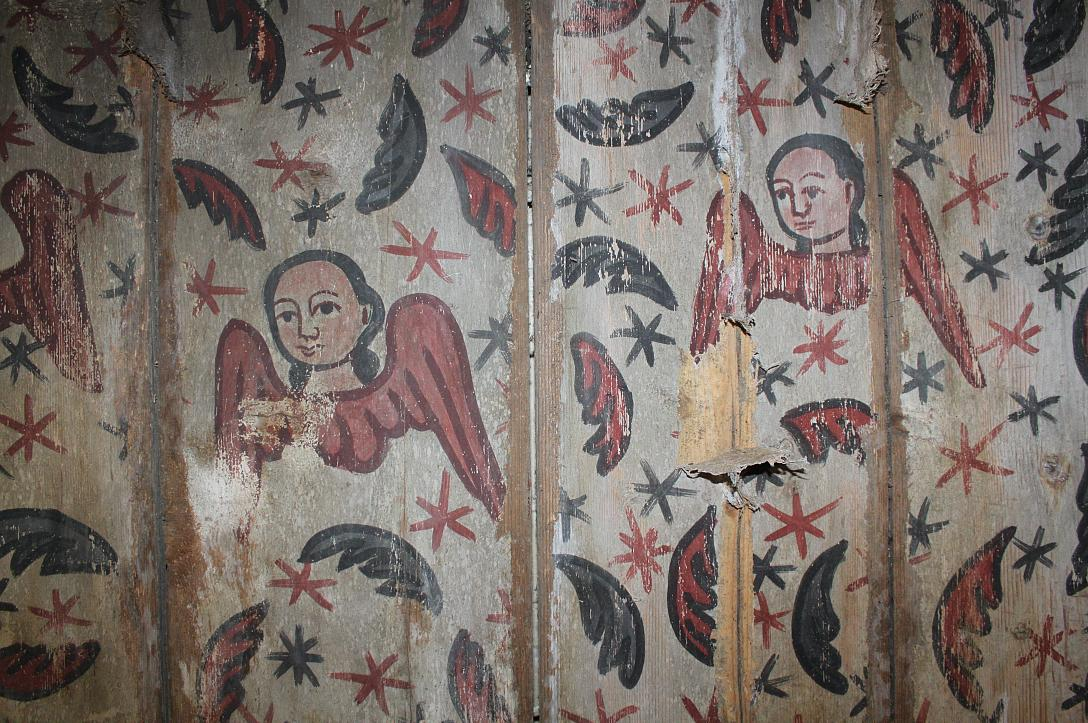
Tavanul pronaosului
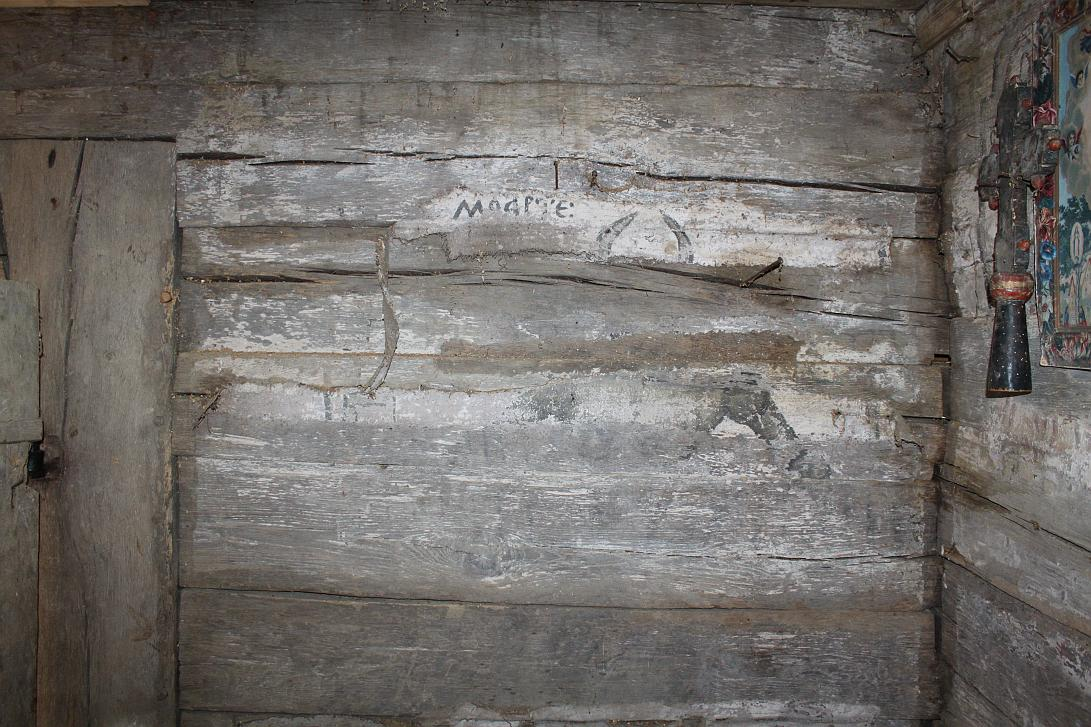
Urmele "Morții", în pronaos
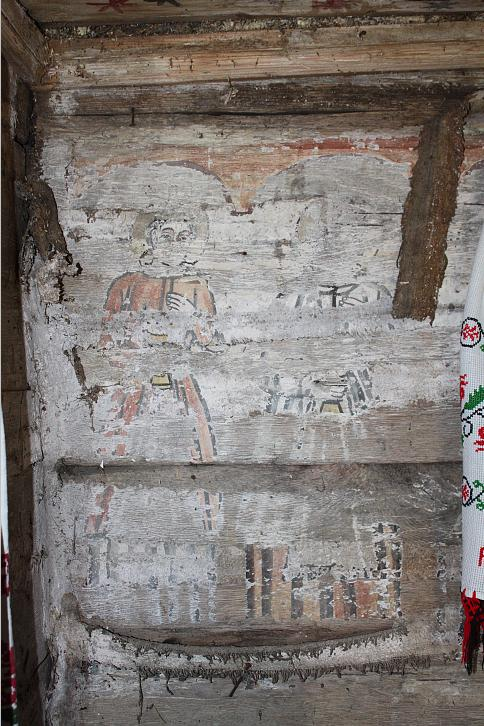
Fecioare, în pronaos
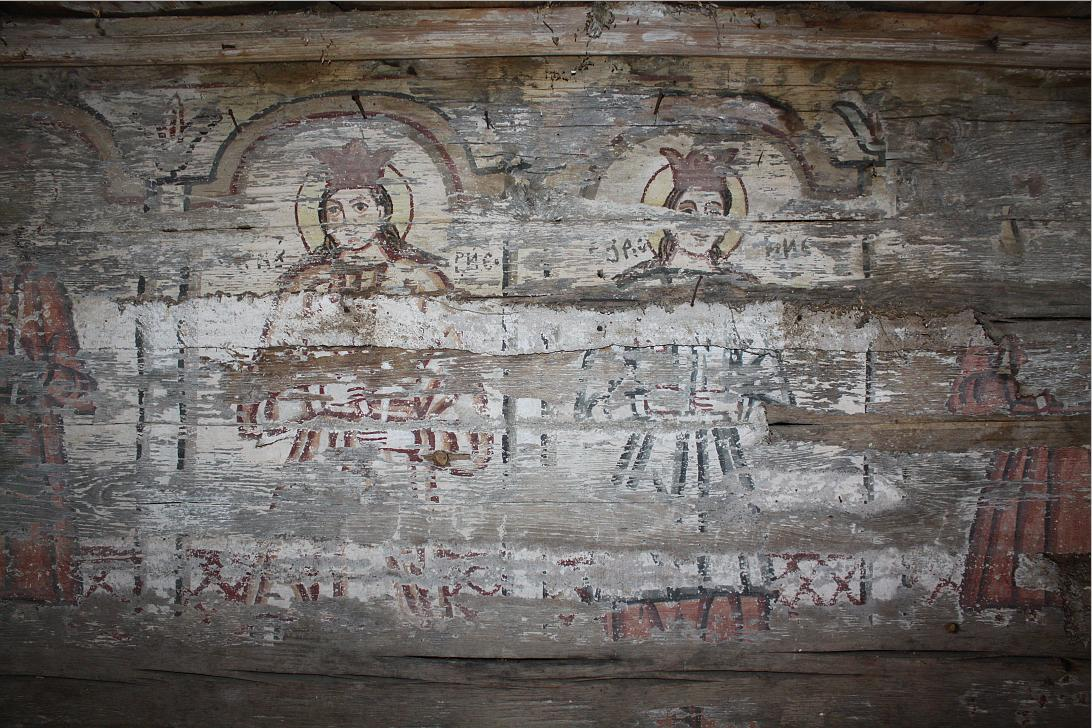
Sfinte, în pronaos
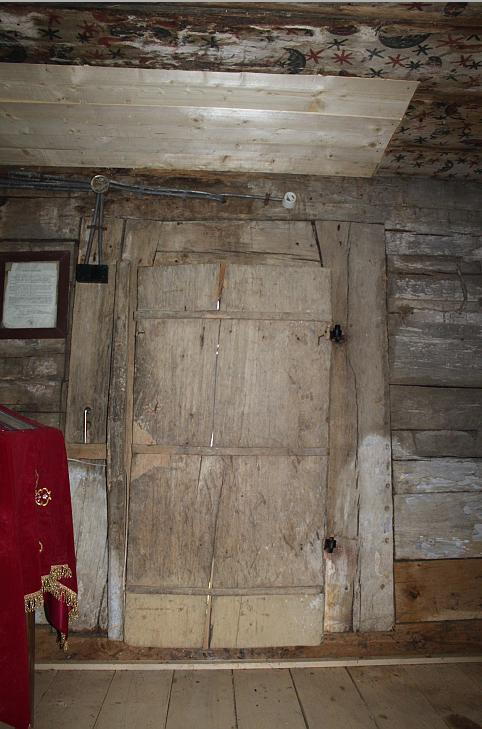
Dosul ușii de la intrare
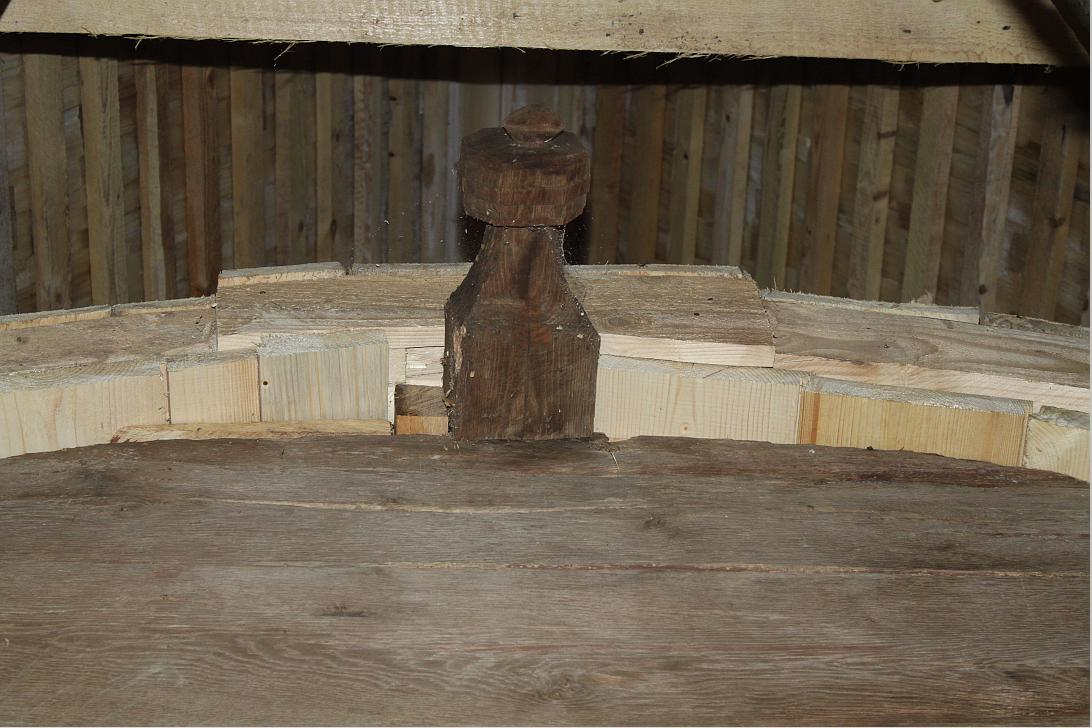
În podul bisericii, capătul meșter-grinzii

## Imagini din exterior

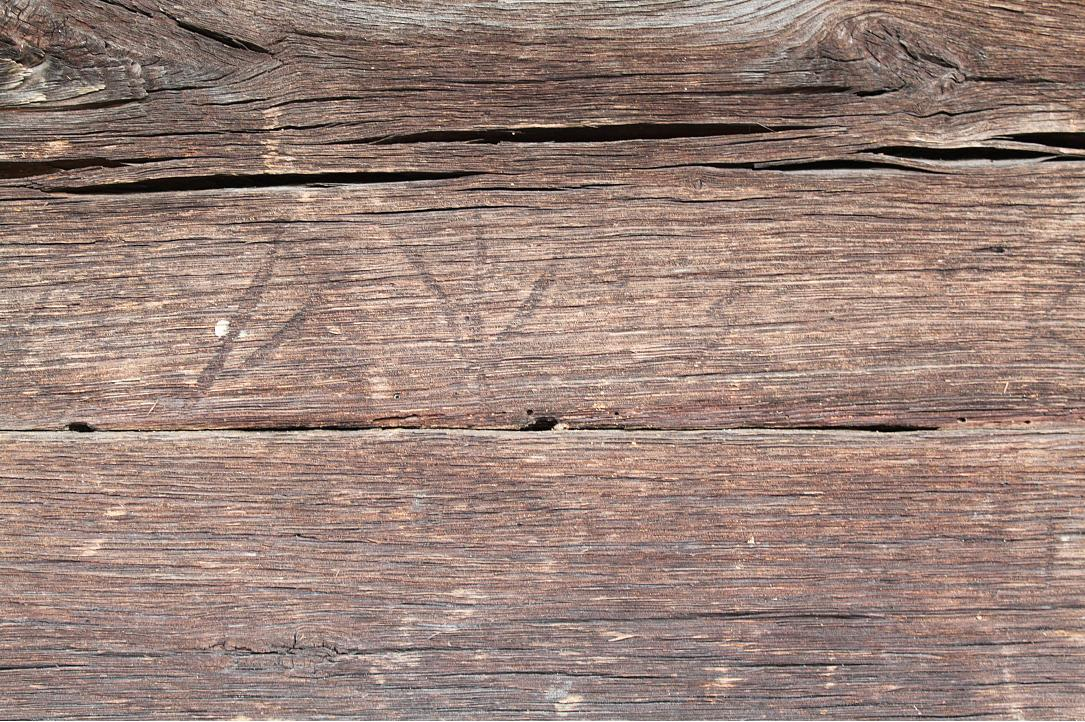
Anul 1707
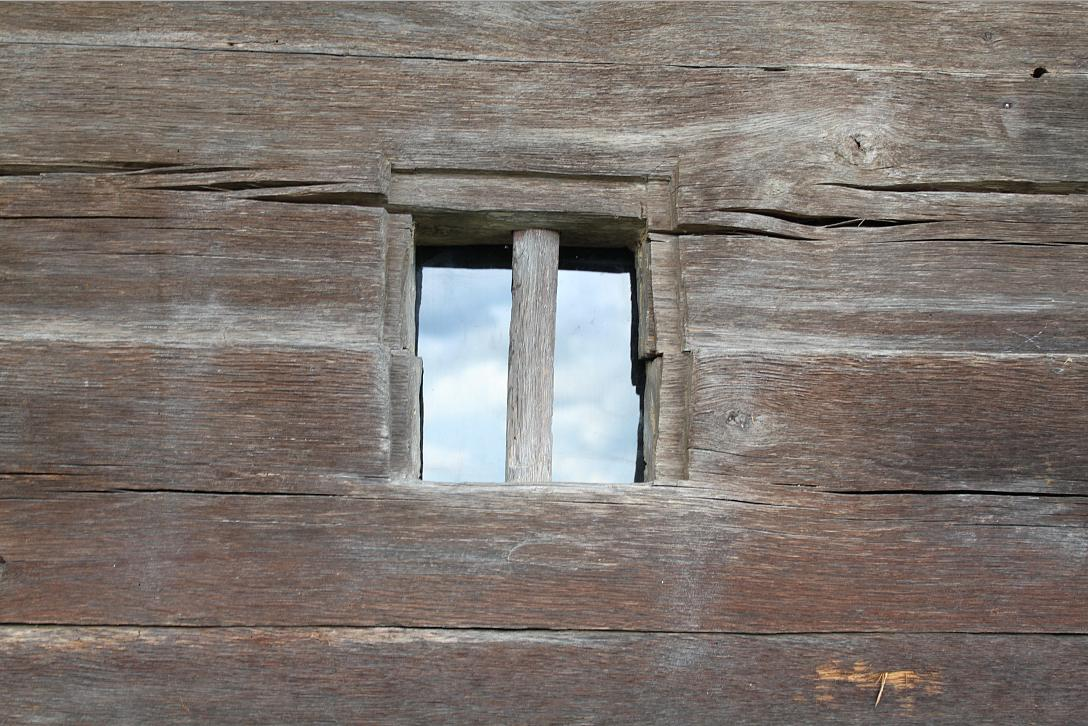
Fereastră
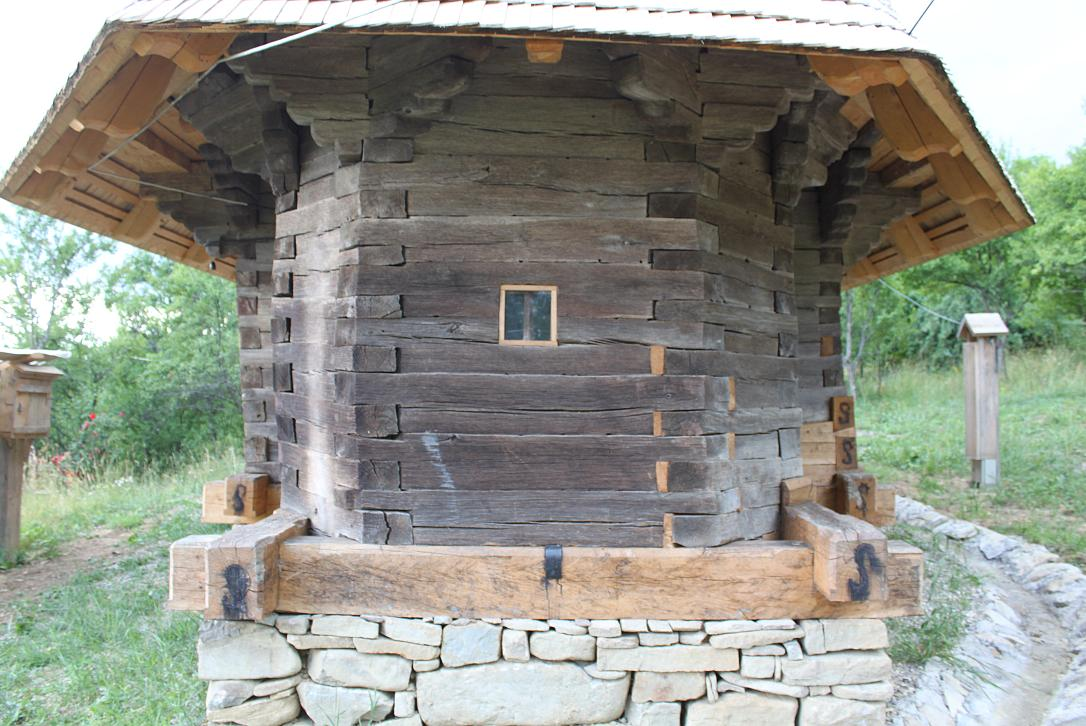
Absida altarului
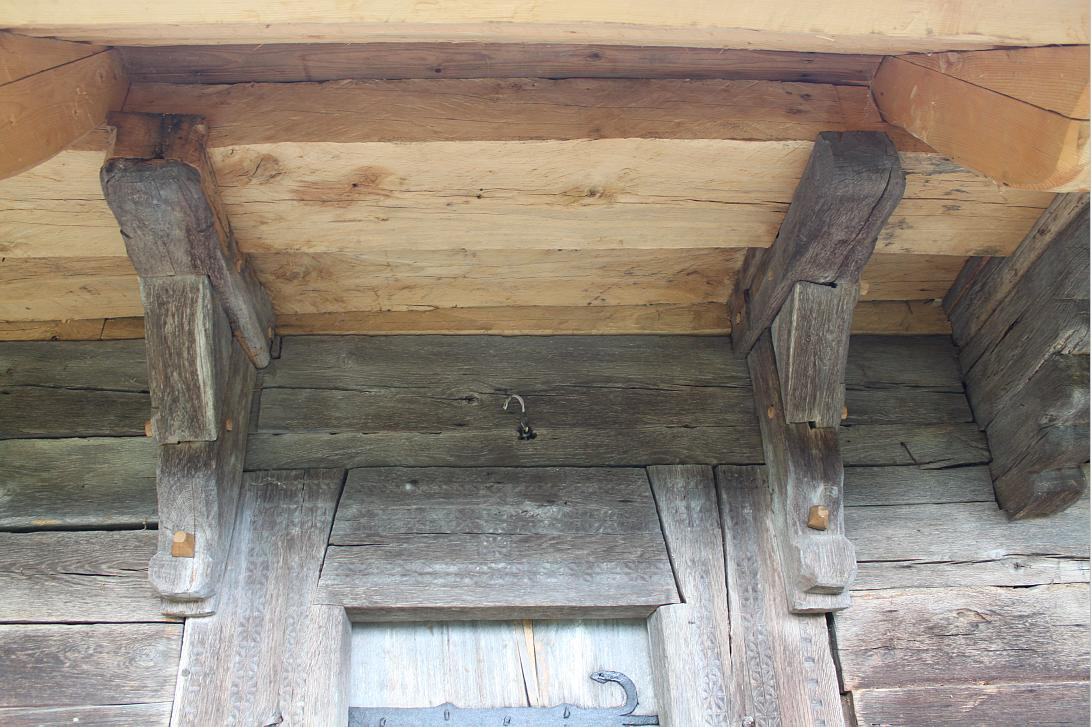
Console deasupra intrării
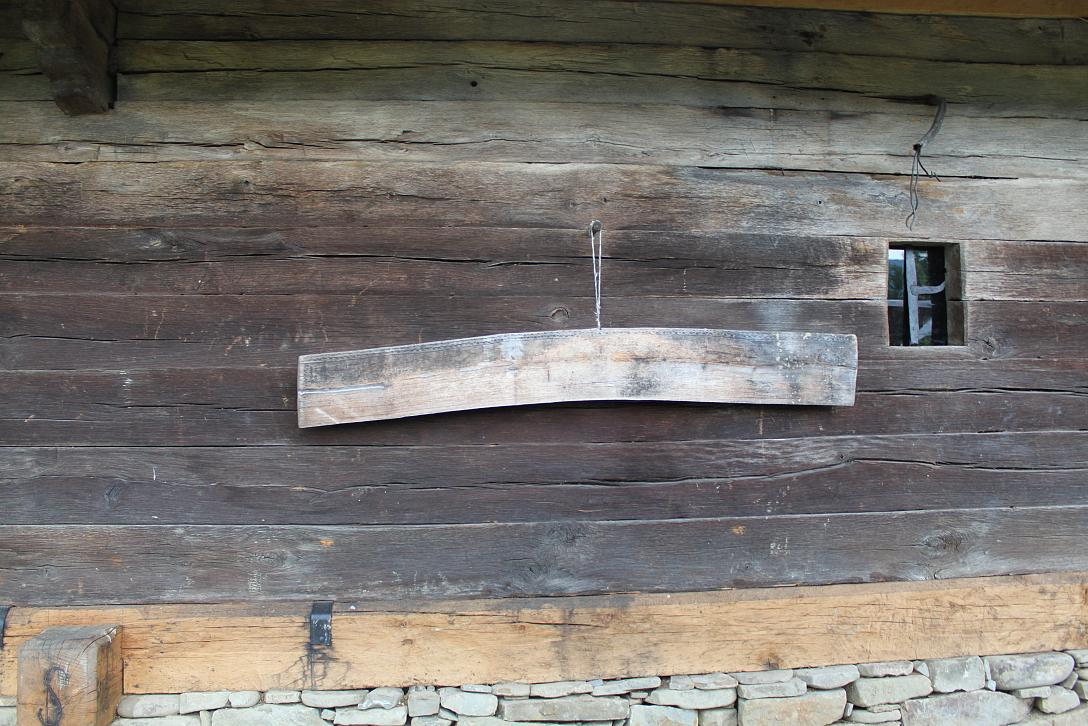
Toacă, pe latura de sud a bisericii
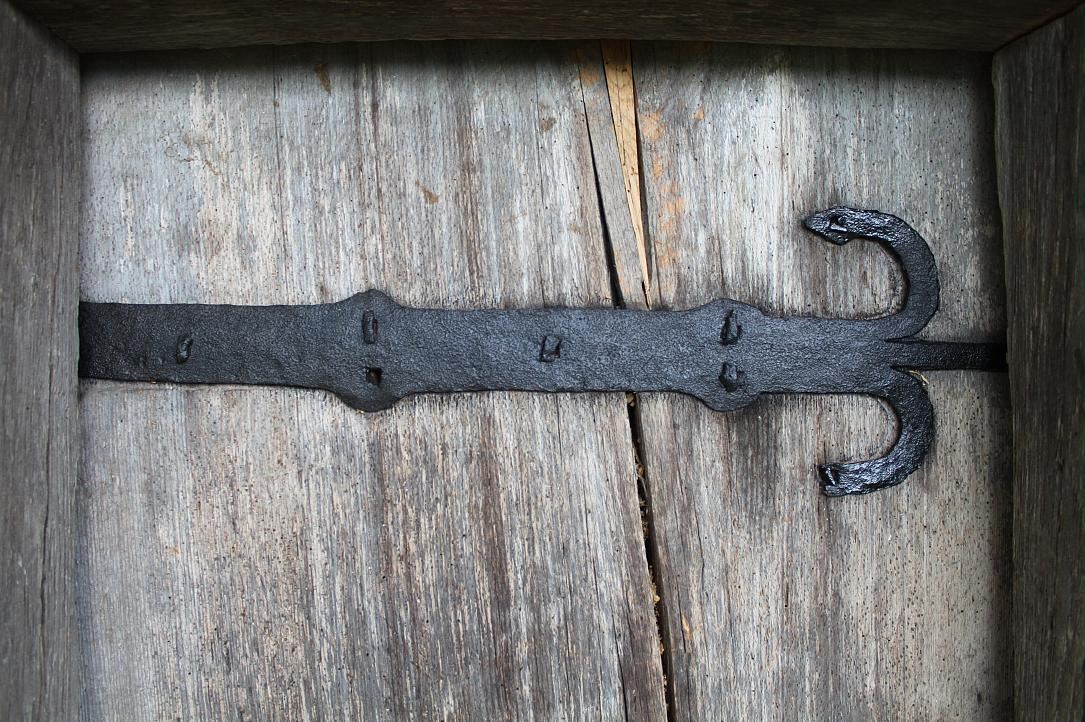
Brațul balamalei de la ușa intrării
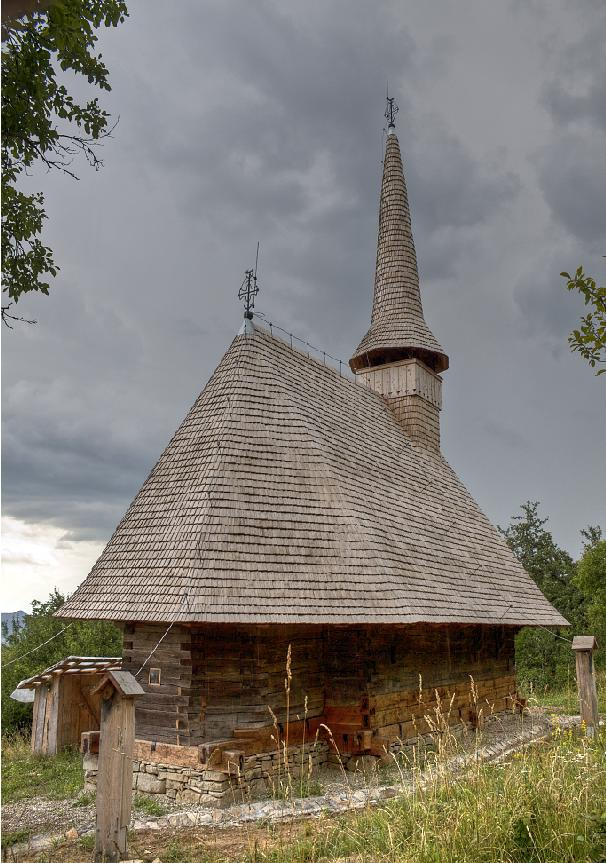
Biserica de lemn vedere din nord-est
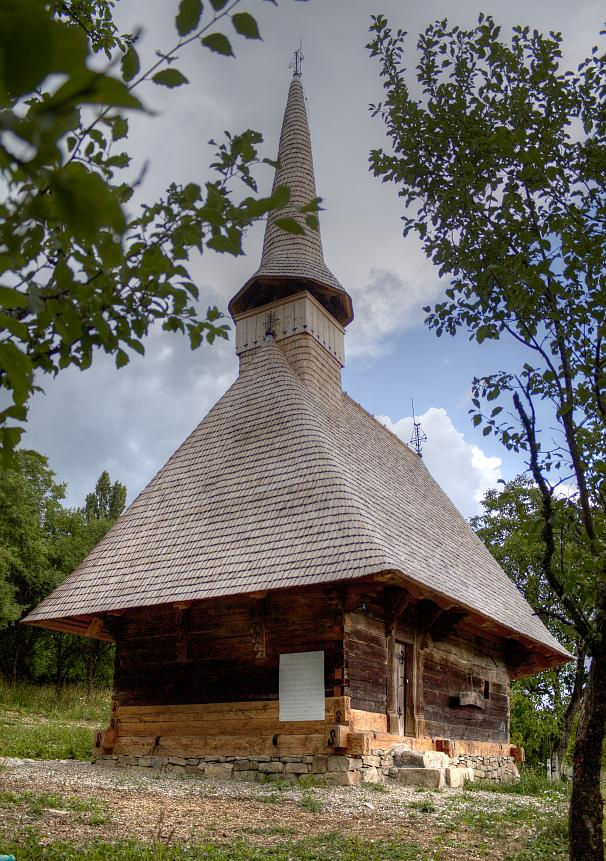
Biserica de lemn vedere din sud-vest
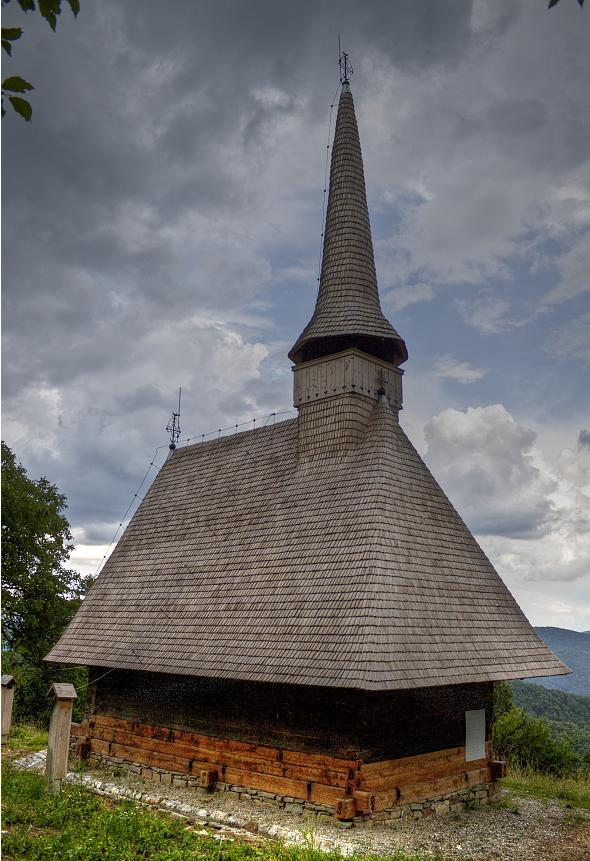
Biserica de lemn vedere din nord-vest
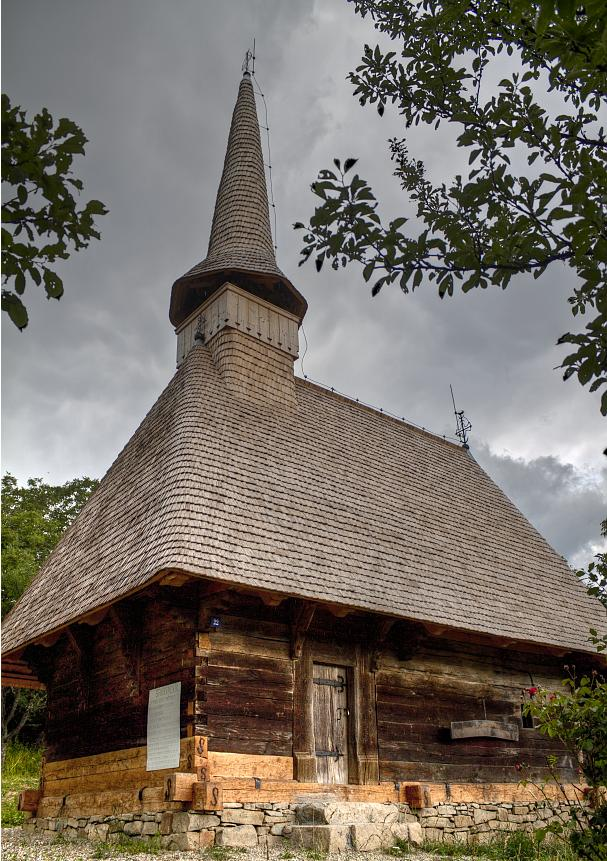
Vedere spre intrarea în biserică
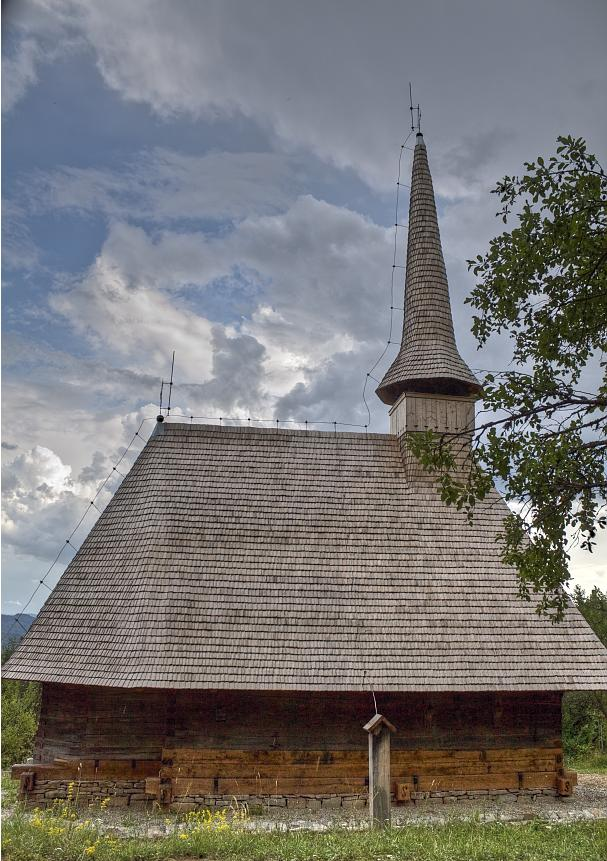
Biserica de lemn vedere din nord
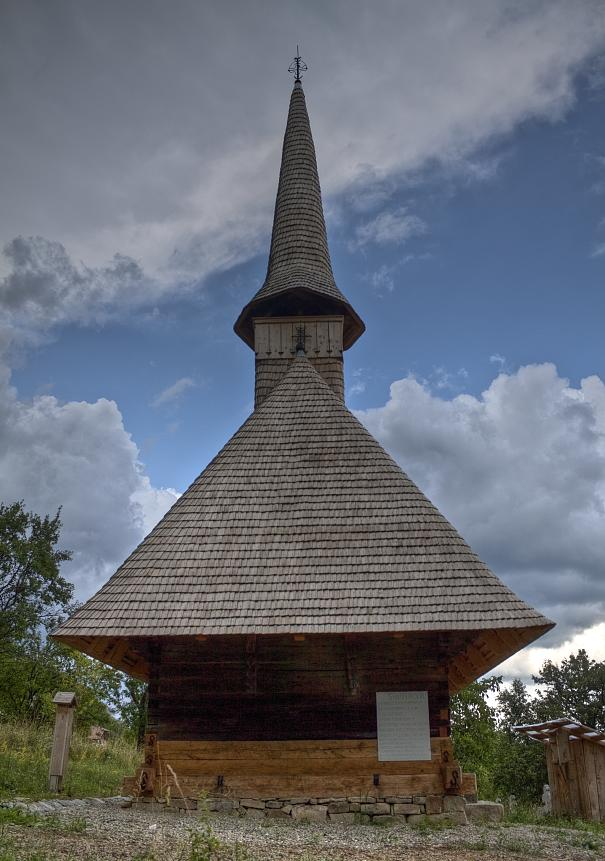
Biserica de lemn vedere din vest